# Kalubice (Těšín)
Kalubice (polsky Kalembice, německy Kalembitz) jsou čtvrť Těšína ležící v severní částí města mezi Pastvisky a Hažlachem.
První zmínka o vesnici pochází z listiny vratislavského biskupa Jindřicha I. z Vrbna sepsané kolem roku 1305. Jméno obce pochází od příjmení Kalemba, které v těšínském nářečí znamená také tlustou, línou starou pannu. Po rozdělení Těšínska v roce 1920 se Kalubice ocitly na polské straně hranice. V roce 1973 byly jako součást obce Pastviska připojeny k Těšínu. Roku 1997 na území sídelní jednotky Kalembice žilo 970 obyvatel. V současnosti se jedná o okrajovou čtvrť s převahou rodinných domů. Místní památkou je smírčí kříž pravděpodobně ze 16. století.
Přes Kalubice vede krajská silnice č. 978 spojující Těšín se Slezskými Pavlovicemi a dále s Katovicemi.